# أسبيستوفسكيي (سفيردلوفسك)
أسبيستوفسكيي (بالروسية: Асбестовский) هي مدينة في مقاطعة سفيردلوفسك أوبلاست في روسيا.